# Dolors Torregrossa i Moratones
Dolors Torregrossa i Moratones (Barcelona, 21 de desembre de 1869 - el Masnou, Maresme, juny de 1924) fou una mestra catalana.
Va estudiar a l'Escola Normal de Mestres de Barcelona. Va obtenir el títol de títol elemental l'any 1884, i el de títol superior l'any 1885. L'any 1893 estava destinada com a mestra auxiliar a Sant Martí de Provençals.
El novembre de 1895 va ser destinada a l'escola municipal del Masnou, on romangué molts anys al capdavant de l'escola. Fou nomenada directora de la secció de nenes, mentre que Frederic Bosch i Serra ho era de la nens. Essent ella directora de la secció de nenes, es construí el nou edifici de l'escola, que és l'actual Escola Ocata.
El 17 de juny de 1924 va cessar en el seu càrrec de directora i mestra a l'escola municipal del Masnou.
L'any 1931, quan ja era difunta, durant la Festa Major del Masnou se li va fer un homenatge, juntament amb el director de la secció de nens, Frederic Bosch i Serra, que va culminar amb la instal·lació a les escoles nacionals de dues làpides d'agraïment, costejades per subscripció popular.
L'any 1957, Ajuntament del Masnou li va posar el seu nom a un carrer (Carrer de Dolors Torregrossa Moratones).